# Aleksandra Ovcinnikova
Aleksandra Pavlovna Ovchinnikova (n. 6 iulie 1953, Kuznețk, RSFS Rusă, URSS) este o jucătoare de baschet sovietică. Maestru onorat al sportului din URSS (1978).
A absolvit Institutului de Comerț Sovietic din Leningrad. F. Engels.

## Biografie
S-a născut în orașul Kuznetsk, regiunea Penza .
A jucat pentru Spartak Leningrad. Membru al echipei naționale de baschet a URSS.
Campion european printre juniori (1971), triplu campion al Universiadelor mondiale (1973, 1977, 1979), dublu campion european (1974, 1978), campion al URSS (1974), campion mondial (1975).
Medalist al campionatelor URSS (1972-1973, 1975-1976), câștigător al Cupei Cupelor (1972-1974) și al Cupei Lilian Ronchetti (1975).
Soția lui Alexander Belov (din aprilie 1977).
După sfârșitul carierei sale sportive, a lucrat ca antrenor de baschet la Novovoronej .

## În film
În filmul „Moving Up ” (2017, în regia lui A. Megerdichev), care este dedicat victoriei echipei URSS la Jocurile Olimpice din 1972 din München, rolul soției lui Alexandru Belov Alexandra Sveshnikova a fost jucat de Alexandra Revenko .